# 후쿠치야마선
후쿠치야마선(일본어: 福知山線, ふくちやません 후쿠치야마센[*])은 일본 효고현 아마가사키시 아마가사키 역에서 교토부 후쿠치야마시 후쿠치야마역간을 잇는 서일본 여객철도의 간선 철도 노선이다.
노선의 기점은 아마가사키이지만, 실질적 운행 계통상 도카이도 본선, JR 도자이 선에 직통하여 운행하고 있다. 운행 계통에 보통 안내되는 명칭은 JR 다카라즈카 선(일본어: JR宝塚線, ジェイアールたからづかせん)으로, 도카이도 본선의 오사카 - 아마가사키 구간을 포함해 오사카 - 사사야마구치 구간이 이에 해당된다. 참고로, 한큐 전철에도 다카라즈카 선이 있기 때문에, 명칭의 혼동을 피하기 위해, JR이 앞에 붙어있다.

## 개요
오사카와 산인 지방간을 잇는 경로의 하나로, 예전에는 산인 지방으로 향하는 열차가 다수 경유했던 적이 있었지만, 현재는 오사카와 기타긴키 지방간을 이어주는 노선의 의미가 더 강하다. 또한 연선의 도시화가 진행되면서, 오사카 인근의 산다시나 단바사사야마시 등에서의 통학 · 통근 노선의 성격도 생겨났다.
경쟁 노선으로는 오사카 - 다카라즈카 구간에는 한큐 전철 다카라즈카 선이, 오사카 - 이타미 구간에서는 한큐 전철 고베 본선, 한큐 전철 이타미 선 등이 있다.
연선의 모습은 사사야마구치 역을 기점으로 남쪽으로는 도시 근교 노선의 형태를, 북쪽으로는 지방 간선 노선의 형태를 띠고 있으며, 운행 계통도 사사야마구치를 중심으로 전반적으로 분리되어 있다.
JR 다카라즈카 선의 안내에 사용되는 색상은 노란색(■)이며, "신개발 지구에 맞는 새로운 이미지"를 상징하는 의미에서 붙여졌다. 오사카 - 아마가사키 - 다니가와 구간은 오사카 근교 구간에 포함되어 있으며, JR 다카라즈카 선의 각 역에서는 ICOCA 등의 IC 승차권 등을 이용할 수 있으며 2021년 3월 13일부터는 후쿠치야마 역부터 사사야마구치 역까지의 모든 역에도 ICOCA 등의 IC카드 개찰기가 도입되어 후쿠치야마선 전 구간에서 교통카드를 사용할 수 있게된다.

## 노선 정보
- 관할 : 서일본 여객철도 (제 1종 철도 사업자)
- 노선 영업 거리 : 106.5km
- 궤간 : 1067mm (협궤)
- 역수 : 30 (기종점 포함, JR 다카라즈카 선의 경우 23)
- 복선 구간 : 아마가사키 - 사사야마구치간
- 전철화 : 전 구간 직류 1, 500V
- 폐색 방식 : 자동 폐색식
- 보안 장치
  - 아마가사키 - 사사야마구치 : ATS-P 및 ATS-SW 병설
  - 사사야마구치 - 후쿠치야마 : ATS-SW
- 영업 최고 속도 : 120km/h
- 운전 지령소
  - 오사카 종합 지령소: 아마가사키 - 신산다
  - 후쿠치야마 운수 지령소 : 신산다 - 후쿠치야마

## 운행 형태
후쿠치야마 선은 아마가사키 역을 기점으로 하지만 대부분의 열차가 오사카역 방면으로 운행되며 그 중 다수는 JR 교토 선과 직결 운행하고 있다. 또 일부 열차는 가타마치 선까지 직결 운행한다. 또 후쿠치야마역 이북으로 운행되는 특급 열차는 산인 본선·기타긴키 단고 철도와 직결 운행한다.
| 종별/역명 | 종별/역명   | 오사카 | …   | 아마가사키 | 아마가사키 | …   | 다카라즈카 | 다카라즈카 | …   | 신산다 | 신산다 | …   | 사사야마구치 | 사사야마구치 | … | 후쿠치야마 |
| --------- | ----------- | ------ | --- | ---------- | ---------- | --- | ---------- | ---------- | --- | ------ | ------ | --- | ------------ | ------------ | - | ---------- |
| 운행 편수 | 신쾌속      | 4편    | 4편 | 4편        |            |     |            |            |     |        |        |     |              |              |   |            |
| 운행 편수 | 쾌속        | 4편    | 4편 | 4편        |            |     |            |            |     |        |        |     |              |              |   |            |
| 운행 편수 | 쾌속        |        | 4편 |            |            |     |            |            |     |        |        |     |              |              |   |            |
| 운행 편수 | 단바지 쾌속 | 2편    | 2편 | 2편        | 2편        | 2편 | 2편        | 2편        | 2편 | 2편    | 2편    | 2편 | 2편          |              |   |            |
| 운행 편수 | 보통        | 4편    | 4편 | 4편        | 4편        | 4편 | 4편        | 4편        | 4편 | 4편    |        |     |              |              |   |            |
| 운행 편수 | 보통        | 4편    |     |            |            |     |            |            |     |        |        |     |              |              |   |            |
| 운행 편수 | 보통        |        |     |            |            |     |            |            |     |        |        | 1편 |              |              |   |            |

- 편수는 1시간 당을 기준으로 한다.

### 우등 열차
기타킨키 빅 X 네트워크의 한 축을 담당하고 있는 고노토리가 하행 14편, 상행 13편 운행되고 있으며, 시간 당 1편 꼴로 편성되어 있다. 오사카에서 후쿠치야마 시·도요오카시를 비롯한 단바·다지마 일대의 도시들과, 기노사키 온천 등의 관광지를 연결하는 열차로서 기노사키온센역에서 시종착하는 열차도 있다. 주로 3 ~ 4량 편성으로 운행되지만, 동해 연안에 출몰하는 게떼의 관람 수요가 늘어나는 겨울철에는 6량 편성으로 운행되기도 한다. 또한 출퇴근 시간대에는 오사카 역 ~ 사사야마구치 역 사이의 통근 수요에 맞추기 위하여 왕복 2편이 7량 편성으로 운행된다.

### 일반 열차
대낮에는 사사야마구치역에서 운행 계통이 나뉘어 오사카역 ~ 후쿠치야마역을 직통하는 열차는 출퇴근 시간대 이후에만 존재한다.

#### 쾌속 (JR 도자이 선 직통)
JR 도자이 선 및 가타마치 선과 직결 운행하는 쾌속 열차는 종일 시간 당 4편 운전되고 있다. 낮 시간대에는 다카라즈카역까지 운전되고 출퇴근 시간대에는 신산다역 (일부는 사사야마구치역까지)까지 운전된다. 아마가사키 역에서는 JR 고베 선의 쾌속 열차와 상호 접속이 이루어진다. (시간대에 따라서는 신쾌속이나 보통과도 접속이 이루어진다.) 오전 9시대에 아마가사키 역에서 보통으로 바뀌는 쾌속 시조나와테 행 이외에, 밤에는 아마가사키 역에서 구간쾌속으로 바뀌는 열차가 존재한다. 이러한 경우에는 아마가사키 역에서 열차 번호가 변경된다. 전 열차가 207계 전동차 7량 편성으로 운행되고 있다.

#### 오사카 시종착 쾌속・단바지 쾌속

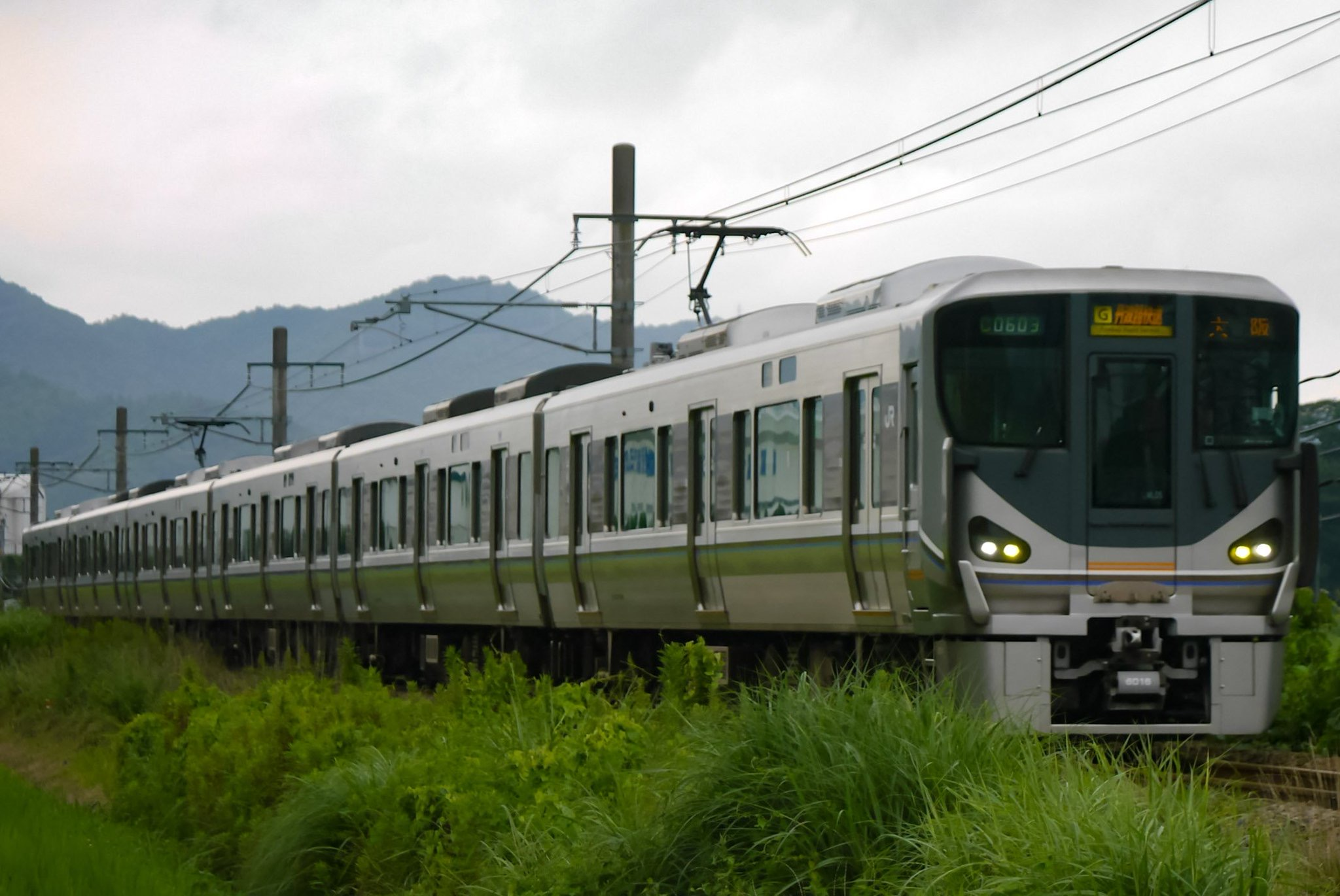
단바지 쾌속에 사용되는 225계 6000번대

오사카역 시종착 쾌속은 오사카역 ~ 사사야마구치역·후쿠치야마역 간에 운전되고 있다. 차량은 미야하라 종합 운전소 소속의 223계 6000번대 전동차와 225계 6000번대 전동차가 운행되며 그 이외에 207계 전동차가 운용되기도 한다. 일부 열차는 사사야마구치역까지 8량 (4량+4량)으로 병결되어 운행되어 사사야마구치역 이북 구간에서 4량 운행을 위해 분리된다.
낮 시간대에는 오사카역 ~ 사사야마구치역 구간을 단바지 쾌속(일본어: 丹波路快速 탄바지카이소쿠[*])이 운행하고 있으며, 정차역은 오사카 시종착 쾌속 및 가타마치 선 직통 쾌속과 동일하고 시간 당 2편 운행되고 있다. 221계 전동차의 후쿠치야마 선 운용이 증가하던 2000년 3월 시간표 개정 당시 등장하여 2008년 6월 28일 대부분의 열차가 223계 전동차로 변경되었다. 대부분 4량 편성으로 운행되지만 4량 편성 2편이 합쳐져 8량으로 운행되거나 221계 8량 고정, 221계 6량 편성으로 운행되는 경우도 있다. 시간 당 2편 중 1편은 사사야마구치역에서 종착할 때 후쿠치야마역으로 운행되는 열차와 바로 접속된다.
쾌속 열차는 일본국유철도 시대부터 하루에 수편 정도 운행되었을 뿐이었다. 국유철도 말기인 1983년 경의 시간표에는 오사카역 ~ 사사야마구치 간에 아마가사키, 이타미, 다카라즈카, 다케다오, 산다, 히로노역, 아이노역, 후루이치역을 정차역으로 하는 쾌속 열차가 하루 2왕복만 설정되어 있었다. 쾌속 열차가 다수 증가하게 된 1989년 3월까지는 이러한 형태로 운행되었었다. 1997년 3월 시간표 개정에 따라 히로노 역, 아이모토 역, 구사노역, 후루이치역, 미나미야시로역을 통과하는 하행선 열차가 저녁 시간대에 207계 전동차 운용으로 설정되어 있었다가 2003년 12월 폐지되었다.

#### 보통
JR 도자이 선 개업에 따라 사사야마구치역 이남 구간에서 운전되는 보통 열차는 대부분 JR 교토 선과 직통하여 교토역·다카쓰키역 ~ 오사카역 ~ 신산다역 간의 운행 형태가 중심을 이루었다. 대낮에는 다카쓰키 역 발착으로 시간 당 4편이 운전되며, 평일 아침 1편만 신산다역에서 비와코 선 구사쓰역까지 운행하며 밤에는 사사야마구치역에서 다카쓰키 역까지 (휴일에는 교토역까지) 운행된다. JR 교토 선의 각역정차를 후쿠치야마 선과 직결 운행하는 것이기 때문에 다른 후쿠치야마 선 열차들이 모두 통과하는 쓰카모토역에 정차한다.

## 차량
기동차 및 객차로 기록된 것 이외에는 모두 전동차이다.

### 특급
- 일본국유철도 183계 전동차 (후쿠치야마 전차구): 특급 기타긴키 호, 몬주 호
- 기타긴키 단고 철도 KTR001형 기동차: 특급 '단고 익스플로러 호'

### 쾌속·보통 열차
- 서일본 여객철도 207계 전동차 (아보시 종합 차량소): 사사야마구치역 이남에서만 운행된다.
- 서일본 여객철도 321계 전동차 (아보시 종합 차량소): 사사야마구치역 이남에서만 운행된다. 보통은 보통 열차로만 운행되지만 207계의 대타로 돌발적으로 쾌속에 충당되기도 한다.
- 서일본 여객철도 223계 전동차#6000번대 (미야하라 종합 운전소): 2008년 6월 28일부터 단바지 쾌속 및 쾌속으로 운용되기 시작하였다.
- 서일본 여객철도 223계 전동차#5500번대 (후쿠치야마 전차구): 2008년 8월 11일부터 운용 개시. (1인 승무)
- 서일본 여객철도 225계 전동차#6000번대 (미야하라 종합 운전소): 2012년 3월 17일부터 일본국유철도 113계 전동차와 서일본 여객철도 221계 전동차를 대체 하기 위해 단바지 쾌속 및 쾌속으로 운용되기 시작하였다.

### 과거 운행 차량
- 일본국유철도 113계 전동차 2012년 3월 17일부터 다이아 개정으로 운행에서 이탈 되었다.
- 서일본 여객철도 221계 전동차 (아보시 종합 차량소): 8량 편성·6량 편성이 사사야마구치 역 이남에서 운용되고 있었으며. 태반이 단바지쾌속 및 쾌속 열차 운용이지만 아침에 1편 오사카 발 사사야마구치 행의 보통 열차로 운용되었다가 2012년 3월 17일부터 다이아 개정으로 운행에서 이탈 되었다.

## 연표
- 1891년 7월: 가와나베 철도 아마가사키 ~ 나가스 간이 개업하였다. 후쿠치야마 선의 시초이다. 같은 해 9월에는 이타미 역까지 연장되었다.
- 1892년 6월: 가와나베 철도가 셋쓰 철도로 개명.
- 1897년 2월 16일: 셋쓰 철도가 전 구간을 한가쿠 철도(阪鶴鉄道)에 양도. 같은 해 12월 27일 궤간 1067mm의 협궤 형태로 다카라즈카역까지 연장되었으며, 12월 28일에는 나머지 구간이 1067mm로 개궤되었다.
- 1898년 6월 8일: 다카라즈카역 ~ 아리마구치 역 (현재의 나마제 역), 간자키 역 ~ 쓰카구치 역 간 연장이 연장 개업. 도카이도 본선 간자키 역까지 연장되었다. 이에 따라 아마가사키 ~ 쓰카구치 역 간은 폐지되었다.
- 1899년: 3월 25일에 산다 역까지 연장되었고, 5월 25일에는 가시와바라 역까지, 7월 15일에는 후쿠치야마역까지 연장되었다.
- 1902년 11월 12일: 도량형 개정으로 길이 단위가 마일로 간략화. 이에 따라서 간자키 ~ 후쿠치야마 간의 길이가 다시 정해진다.
- 1904년 11월 3일: 후쿠치 ~ 후쿠치야마 역 간 연장으로 관설 철도 후쿠치야마역 ~ 신마이즈루 역과 연계되기 시작했다.
- 1905년 7월 13일: 쓰카구치 역 ~ 나가스 역 간이 재개업하고 나가스 역 ~ 아마가사키 역 간이 1067mm로 개궤되었다. 도카이도 본선과 입체 교차화되어 오모노 역과 나가스 화물역이 폐지되었다.

#### 국철 시대
- 1907년 8월 1일: 국유화로 일본국유철도의 소속이 되었다.
- 1909년 10월 12일: 간자키 역 ~ 신마이즈루 역간 및 쓰카구치 역 ~ 아마가사키 항역 간이 한카쿠 선이 되었다.
- 1912년 3월 1일: 간자키 ~ 신마이즈루, 쓰카구치 ~ 아마가사키 간이 다시 후쿠치야마 선으로 개칭되었다.
- 1930년 4월 1일: 도량형 개정으로 길이 도량형이 마일에서 미터로 변경되었다.
- 1934년 5월 15일: 간자키 ~ 쓰카구치 간이 복선화.
- 1949년 1월 1일: 간자키 역이 아마가사키 역으로, 아마가사키 역이 아마가사키 항역으로 개칭되었다.
- 1956년 11월 19일: 아마가사키 ~ 쓰카구치 간이 전철화.
- 1979년 9월 27일: 쓰카구치 ~ 기타이타미 간 복선화.
- 1980년: 12월 5일 기타이타미 ~ 나카야마데라 간이 복선화되고, 12월 11일 나카야마데라 ~ 다카라즈카 간이 복선화되었다.
- 1981년 4월 1일: 쓰카구치 ~ 다카라즈카 간 전철화. 이나데라 역이 개업하였으며 쓰카구치 ~ 아마가사키 항역 간 여객 영업이 중단되었다.
- 1986년 8월 1일: 다카라즈카 ~ 산다 간이 신선으로 대체되어 복선화되었다. 나마제역 ~ 도조역 구간이 1.8 km 단축되었다.
- 1986년 10월 15일: 산다 ~ 신산다 간 복선화.
- 1986년 11월 1일: 다카라즈카 ~ 후쿠치야마 간이 전철화되어 전 구간 전철화 사업이 완료되었다. 또한 니시노미야나지오역과 신산다역이 개업하였으며 마쓰카제 호가 L특급 기타긴키 호로 개칭승격되어 운행을 시작하였다.

### 민영화 이후
- 1987년 4월 1일: 민영화에 따라 서일본 여객철도의 소속이 되었다.
- 1988년 3월 13일: 오사카 ~ 사사야마구치 간이 JR 다카라즈카 선이라는 애칭을 부여받는다.
- 1989년 3월 11일: 쾌속 운전 개시.
- 1993년 3월 18일: 서일본 여객철도 207계 전동차 운행 개시.
- 1996년 12월 1일: 히로노 ~ 후루이치 간 복선화.
- 1997년 3월 8일: 신산다 ~ 히로노, 후루이치 ~ 사사야마 간이 복선화. 가타마치 선 및 JR 도자이 선과 직통 개시.
- 2000년 3월 11일: 단바지 쾌속 운행 개시.
- 2005년 4월 25일: 아마가사키 ~ 쓰카구치 사이에서 열차 탈선 사고가 발생하여 107명이 사망하고 562명이 부상을 입어 아마가사키 ~ 다카라즈카 간의 운행이 중지되었다.
- 2005년 6월 19일: 아마가사키 ~ 다카라즈카 간 운행 재개. 또 아마가사키에서 신산다까지 ATS-P 운용이 개시되었다. 이에 따라 ATS-P 차량 장치가 없는 차량들은 모두 운용에서 이탈하였다.
- 2005년 11월 26일: 후쿠치야마 역 부근 고가화.
- 2005년 12월 1일: 서일본 여객철도 321계 전동차 운행 개시.
- 2008년 6월 28일: 서일본 여객철도 223계 전동차#6000번대 운행 개시.
- 2008년 7월 22일: 서일본 여객철도 223계 전동차#5500번대 운행 개시.
- 2009년 2월 11일: 신산다 역 ~ 사사야마구치 역 간 ATS-P 사용 개시.
- 2012년 3월 17일: 서일본 여객철도 225계 전동차#6000번대 운행 개시

## 계획

### 이타미 역과오사카 국제공항간 연결 구상
1989년에 오사카 국제공항에서 가까운 이타미 역에서 오사카 국제공항까지의 노선을 건설하는 구상으로서 계획되었다. 그 후 1995년에 발생한 한신·아와지 대지진에 의해 항공 수송의 중요성이 인식되어 공항에의 연결 노선 정비가 필요하다는 이유에서 한신·아와지 부흥계획에 추가되었다. 이 계획은 후에 '효고 21세기 교통 비전' 안에 추가되었다.
1995년에 정부, 효고현, 오사카부, 서일본 여객철도 및 이타미시 당국 등에 의해 구성된 후쿠치야마 선 분기선 연구회를 설치해 사업 예측, 노선 계획, 정비 수법이나 채산 등의 상세한 조사를 실시해 2007년 효고현이 오사카 국제공항과 이타미 역 간을 잇는 경전철의 도입을 검토하고 있다고 발표하여 2010년 이후 사업을 완성하기 위하여 계획을 진행하고 있으며 이타미시에서는 그 동안 임시로 시영 연계 버스를 운영하는 등 대책을 세우고 있다.

## 역 목록
| 노 선            | 역명       | 일어 역명 | 쾌 속                                    | 단 쾌                                                                                 | 접속 노선 | 역간 거리 | 영업 거리      | 소재지   | 소재지               |
| ---------------- | ---------- | --------- | ---------------------------------------- | ------------------------------------------------------------------------------------- | --- | --------- | -------------- | -------- | -------------------- |
| 도카이도 본선    | 오사카     | 大阪      | ●                                        | ●                                                                                     | ■ JR 교토 선 · JR 고베 선 ■ 오사카 순환선 한신 전기 철도 본선 (우메다 역) 한큐 전철 고베 본선 (우메다 역) 한큐 전철 교토 본선 (우메다 역) 한큐 전철 다카라즈카 선 (우메다 역) ■ 오사카 메트로 미도스지선 (우메다 역) ■ 오사카 메트로 다니마치선 (히가시우메다 역) ■ 오사카 메트로 요쓰바시선 (니시우메다 역) | -         | -7.7           | 오사카부 | 오사카시 기타구      |
| 도카이도 본선    | 쓰카모토   | 塚本      | ｜                                       | ｜                                                                                    | ■ JR 고베 선 | 3.4       | -4.3           | 오사카부 | 오사카 시 요도가와구 |
| 도카이도 본선    | 아마가사키 | 尼崎      | ●                                        | ●                                                                                     | ■ JR 고베 선 ■ JR 도자이 선 도카이도 본선 화물 지선 | 4.3       | 0.0            | 효고현   | 아마가사키시         |
| 후쿠치야마 선    | 아마가사키 | 尼崎      | ●                                        | ●                                                                                     | ■ JR 고베 선 ■ JR 도자이 선 도카이도 본선 화물 지선 | 4.3       | 0.0            | 효고현   | 아마가사키시         |
| 쓰카구치         | 塚口       | ｜        | ｜                                       |                                                                                       | 2.5 | 2.5       |                | 효고현   | 아마가사키시         |
| 이나데라         | 猪名寺     | ｜        | ｜                                       |                                                                                       | 1.4 | 3.9       |                | 효고현   | 아마가사키시         |
| 이타미           | 伊丹       | ●         | ●                                        |                                                                                       | 1.9 | 5.8       | 이타미시       | 효고현   |                      |
| 기타이타미       | 北伊丹     | ｜        | ｜                                       |                                                                                       | 2.1 | 7.9       | 이타미시       | 효고현   |                      |
| 가와니시이케다   | 川西池田   | ●         | ●                                        | 한큐 전철 다카라즈카 선 (가와니시노세구치 역) 노세 전철 묘켄 선 (가와니시노세구치 역) | 3.1 | 11.0      | 가와니시시     | 효고현   |                      |
| 나카야마데라     | 中山寺     | ●         | ●                                        |                                                                                       | 3.5 | 14.5      | 다카라즈카시   | 효고현   |                      |
| 다카라즈카       | 宝塚       | ●         | ●                                        | 한큐 전철 다카라즈카 선                                                               | 3.3 | 17.8      | 다카라즈카시   | 효고현   |                      |
| 나마제           | 生瀬       | ｜        | ｜                                       |                                                                                       | 1.9 | 19.7      | 니시노미야시   | 효고현   |                      |
| 니시노미야나지오 | 西宮名塩   | ●         | ●                                        |                                                                                       | 2.2 | 21.9      | 니시노미야시   | 효고현   |                      |
| 다케다오         | 武田尾     | ｜        | ｜                                       |                                                                                       | 3.2 | 25.1      | 다카라즈카 시  | 효고현   |                      |
| 도조             | 道場       | ｜        | ｜                                       |                                                                                       | 5.0 | 30.1      | 고베시 기타구  | 효고현   |                      |
| 산다             | 三田       | ●         | ●                                        | 고베 전철 산다 선                                                                     | 3.6 | 33.7      | 산다시         | 효고현   |                      |
| 신산다           | 新三田     | ●         | ●                                        |                                                                                       | 3.2 | 36.9      | 산다시         | 효고현   |                      |
| 히로노           | 広野       | ●         | ●                                        |                                                                                       | 2.8 | 39.7      | 산다시         | 효고현   |                      |
| 아이노           | 相野       | ●         | ●                                        |                                                                                       | 4.3 | 44.0      | 산다시         | 효고현   |                      |
| 아이모토         | 藍本       | ●         | ●                                        |                                                                                       | 4.2 | 48.2      | 산다시         | 효고현   |                      |
| 구사노           | 草野       | ●         | ●                                        |                                                                                       | 2.0 | 50.2      | 단바사사야마시 | 효고현   |                      |
| 후루이치         | 古市       | ●         | ●                                        |                                                                                       | 3.3 | 53.5      | 단바사사야마시 | 효고현   |                      |
| 미나미야시로     | 南矢代     | ●         | ●                                        |                                                                                       | 2.6 | 56.1      | 단바사사야마시 | 효고현   |                      |
| 사사야마구치     | 篠山口     | ●         | ●                                        |                                                                                       | 2.3 | 58.4      | 단바사사야마시 | 효고현   |                      |
| 단바오야마       | 丹波大山駅 | ●         |                                          |                                                                                       | 2.3 | 60.7      | 단바사사야마시 | 효고현   |                      |
| 시모타키         | 下滝       | ●         |                                          | 8.0                                                                                   | 68.7 | 단바시    |                | 효고현   |                      |
| 다니카와         | 谷川       | ●         | 가코가와 선                              | 4.3                                                                                   | 73.0 | 단바시    |                | 효고현   |                      |
| 가이바라         | 柏原       | ●         |                                          | 7.0                                                                                   | 80.0 | 단바시    |                | 효고현   |                      |
| 이소             | 石生       | ●         |                                          | 3.2                                                                                   | 83.2 | 단바시    |                | 효고현   |                      |
| 구로이           | 黒井       | ●         |                                          | 4.3                                                                                   | 87.5 | 단바시    |                | 효고현   |                      |
| 이치지마         | 市島       | ●         |                                          | 6.5                                                                                   | 94.0 | 단바시    |                | 효고현   |                      |
| 단바타케다       | 丹波竹田   | ●         |                                          | 4.2                                                                                   | 98.2 | 단바시    |                | 효고현   |                      |
| 후쿠치야마       | 福知山     | ●         | 산인 본선 기타킨키 단고 철도 미야후쿠 선 | 8.3                                                                                   | 106.5 | 교토부    | 후쿠치야마시   |          |                      |

## 한신·아와지_대진재
JR 고베선이 한신·아와지 대지진으로 토막토막 끊어지자 우회 경로로 가장 중요한 곳으로 꼽힌 후쿠치야마선이 JR의 최우선 복구 노선으로 선정되었다. 지진 당시 후쿠치야마선은 가와니시이케다역-나카야마데라역 구간 피해가 컸고 지진 발생 당일인 1월 17일에는 히로노역-후쿠치야마역 구간이 재개통되어 이후 차례대로 복구 공사를 진행하였다.
수송력 확보를 위해 재개통 직후부터 임시 열차를 운행하여 5시 30분부터 21시까지 1시간당 1대에서 2대 꼴로 임시열차를 최대 42대 운행하였으며 특급 "기타킨키"도 증편하였다. 오사카역에서부터 출발하는 특급열차는 도카이도 신칸센과의 접속 때문에 3왕복은 신오사카역 발착으로 운전하고 이밖에도 기타킨키 15호 열차는 후쿠치야마역에서 와다야마역까지 연장 운행해 반탄선과 접속했다. 또한 JR 고베선이 전 노선 복구된 4월 1일 이후에도 4월 17일까지 신오사카역 연장운전을 2왕복하여 와다야마역까지 연장 운정하였다.
JR 고베선에서 운행되던 화물 열차의 우회 운행도 시작되었다. 하지만 후쿠치야마선이나 산안 본선의 와다야마역-고야마역 구간은 화물 열차를 운행하지 않았기 때문에 무거운 화물 열차를 매일 운전하는 데 문제가 있어 승무원 양성 및 설비 일부 개량 문제가 있었지만 후쿠치야마선, 산인 본선, 하쿠비선을 경유하는 우회 운행을 2월 11일부터 시작하였다. 화물 열차가 운행되지 않던 구간의 우회 운행 임무는 JR 서일본이 담당했다. 또한 운행 계획 일정에 맞춘 신 차량의 갑종회송도 3월 14일부터 8편, 특대 화물 2편을 우회 운행하였다.
아래는 노선 복구 연표이다.
- 1월 17일: 히로노역-후쿠치야마역 구간 재개통.
- 1월 18일: (도카이도 본선 오사카역-)아마가사키역-쓰카구치역 구간 복구.
- 1월 19일: 다카라즈카역-히로노역 구간 복구.
- 1월 21일: 쓰카구치역-다카라즈카역 구간이 복구되어 전 노선이 복구가 완료되었다.[7] 고베 시내에서는 호쿠신 급행 전철과 고베 전철을 이용항 우회 철도 노선이 완성되었다. 임시 열차가 10왕복으로 운행을 시작했다.
- 1월 22일: 임시 열차를 14왕복으로 증편했다.
- 1월 23일: 히메지역-신오사카역 구간(반다이선, 후쿠치야마선 경유) 직통 쾌속 1왕복 운전이 시작되었다.
- 1월 24일: 임시 열차를 19왕복으로 증편했다. 증편한 열차 중 쾌속 4편은 니시노미야나지오역까지 정차했다.
- 2월 11일: 도쿄 화물 터미널역-후쿠오카 화물 터미널역 구간 화물 열차의 우회 운전이 시작되었다.(컨테이너 열차 10량)[8]
- 3월 20일: 도쿄 화물 터미널역-후쿠오카 화물 터미널역 구간 우회 화물열차가 2왕복으로 증편되었다.(컨테이너 열차 8량 열차로 증편)[8]

## 같이 보기
- JR 후쿠치야마 선 탈선 사고
- 어번 네트워크
- 도카이도 본선
- JR 교토 선
- JR 도자이 선